# Колатерална штета
Колатерална штета је узгредна штета. Последице настале стицајем околности, а не као главни циљ. Израз је настао у Америчкој војсци и често се користи у објашњавању неке штете настале војном акцијом, али је временом стекао и ширу употребу.
 ——— 

Овај чланак или његов део изворно је преузет из Речника социјалног рада Ивана Видановића уз одобрење аутора.